# Doctrine Hallstein
La doctrine Hallstein désigne une doctrine de la République fédérale d'Allemagne appliquée à partir de 1955 qui consiste à prononcer la rupture des relations diplomatiques avec tout État qui reconnaîtrait la République démocratique allemande.

## Contexte
Selon cette doctrine, baptisée du nom de Walter Hallstein, alors secrétaire d’État ouest-allemand aux affaires étrangères du chancelier Konrad Adenauer, la RFA se proclame la seule représentante légale de l'Allemagne. Ainsi, Bonn se borne à désigner la RDA comme la « zone soviétique d'occupation ». La RFA s'estime le seul État allemand légitime du fait qu'elle représente la majorité des Allemands, détient une grande partie du territoire allemand, et qu'elle est indépendante et démocratique, contrairement à la RDA.
En conséquence, la RFA annonce qu'elle rompra ses relations avec les États qui reconnaissent la RDA à part l'URSS. En représailles, Moscou empêche les pays du Pacte de Varsovie de renouer des relations diplomatiques avec la RFA. Finalement, la reconnaissance mutuelle de la RFA et de la RDA au début des années 1970, mettant fin à la doctrine Hallstein, ouvre ainsi en Europe une courte ère de détente et de convergence entre l'Est et l'Ouest qui mène aux accords d'Helsinki.

## Application
La doctrine, plutôt impopulaire chez les Alliés, est appliquée pour la première fois en 1957. La RFA rompt ses relations avec la Yougoslavie qui avait reconnu la RDA.
La doctrine est appliquée également à l'encontre de Cuba en 1963. Mais elle perd vite sa pertinence dans un contexte de détente internationale, puis est finalement abandonnée à la fin des années 1960 au profit de la politique d'ouverture vers l'Est, l'Ostpolitik de Willy Brandt.

## Comparaison avec le différend chinois
On assiste à une politique similaire dans la confrontation entre la république populaire de Chine et la république de Chine (Taïwan) : tout État qui noue des relations diplomatiques avec Pékin s'en voit aussitôt privé par Taipei, et réciproquement.